# Kontact
Kontact — интегрированное решение по управлению персональной информацией. Программа объединяет известные приложения KDE: электронную почту, адресную книгу, заметки и электронные конференции (KMail, KOrganizer, KAddressBook, KTimeTracker, KNotes, KJots и KNode) в единый комплекс под названием Kdepim. Основанный на компонентной структуре, Kontact предоставляет те же функциональные возможности, что и отдельные приложения и добавляет дополнительные функции, используя интеграцию. Kontact запускает приложения как компоненты. Пользователи могут выбрать, выполнять ли приложение в составе Kontact, либо запустить его отдельно.

## Различия между Kontact и KDE PIM
Технически говоря, Kontact относится только к небольшому приложению, которое объединяет различные автономные приложения под одним пользовательским интерфейсом. KDE PIM относится к рабочей группе в рамках проекта KDE, который разрабатывает отдельные приложения скоординировано.
Однако в популярных терминах Kontact часто ссылается на весь набор приложений KDE PIM.

## История
| Встречи KDE PIM | Встречи KDE PIM         |
| Год             | Дата                    |
| --------------- | ----------------------- |
| 2003            | 3 января — 5 января     |
| 2004            | 2 января — 5 января     |
| 2005            | 6 января — 9 января     |
| 2006            | 6 января — 8 февраля    |
| 2007            | 12 января — 15 января   |
| 2008            | 1 февраля — 3 февраля   |
| 2009            | 9 января — 11 января    |
| 2010            | 8 января — 10 января    |
| 2011            | 25 февраля — 27 февраля |

Первоначальное приложение для групповой работы было написано Маттиасом Хёльцером-Клюпфелем за вечер, а затем импортировано в исходный репозиторий KDE и поддерживается Даниэлем Молкентином. Это приложение имеет важное значение для работы Kontact, но без встроенных компонентов само по себе оно бесполезно.
Первые внедрённые компоненты были созданы Корнелиусом Шумахером. Он модифицировал приложения KAddressBook и KOrganizer для создания адресной книги и компонентов органайзера. На этом этапе не существовало почтового клиентского компонента, поэтому в KDE по-прежнему не было функционального интегрированного приложения работы. Однако новаторская работа Корнелия выступала в качестве прототипа для других разработчиков, на которых они основывали свои идеи.
Дон Сандерс создал недостающий почтовый клиентский компонент, изменив приложение KMail. Затем он интегрировал компонент почтового клиента с другими компонентами и контейнерное приложение для работы, собрал, выпустил пакеты Kontact и создал сайт Kontact.
Затем Даниэль Молкентин, Корнелиус Шумахер и Дон Сандерс сформировали основную команду Kontact. Изменения в приложении KMail и контейнера были импортированы в репозиторий KDE, а Kontact был выпущен как часть KDE 3.2
Во время построения набора приложений Kontact сервер работы Kolab обрабатывался Erfrakon, Intevation.net и Klarälvdalens Datakonsult одновременно и был завершён примерно в одно и то же время. Эта работа была выполнена в рамках проекта Kroupware, который также включал в себя модификацию приложений KMail и KOrganizer для расширения их с помощью дополнительных функций работы.
Основная команда Kontact, консорциум Kolab и несколько независимых разработчиков KDE PIM затем вместе работали над улучшением Kontact, объединив функциональность Kroupware и сделав Kolab основным сервером Kontact.
Кроме того, новостной компонент был создан из приложения KNode разработчиком KDE Заком Русиным, а Kontact был изменён для поддержки массива, в основном основанного на веб-наборах программного обеспечения для совместной работы.

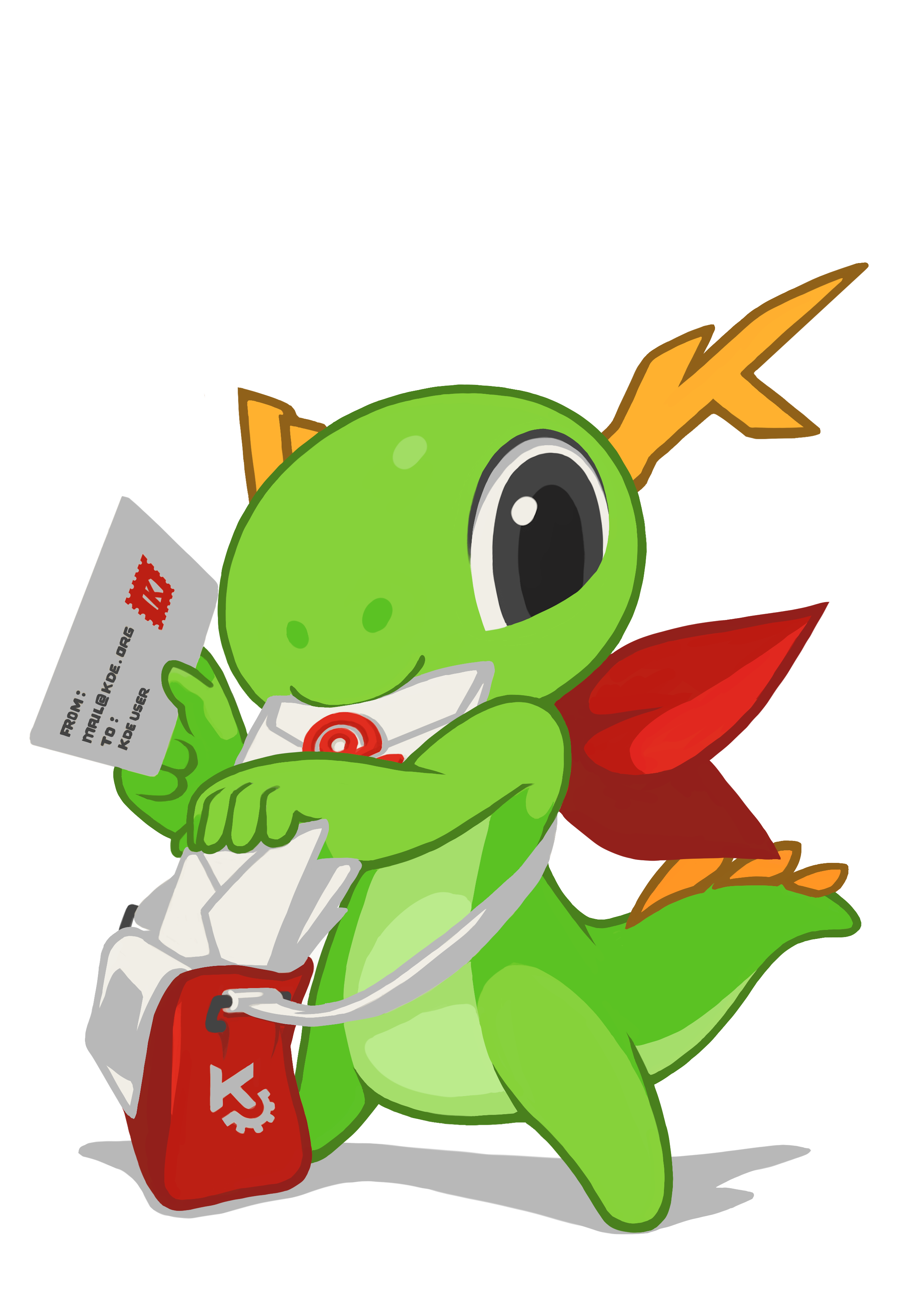
Маскот проекта KDE Konqi для почтовых приложений от KDE.

## Компоненты
Kontact включает в себя следующее:
- Сводная страница: сводка, в которой отображаются непрочитанные электронные письма, предстоящие встречи и последние новости и погода из подписанных пользователем RSS-каналов.

### E-mail
KMail поддерживает папки, фильтрацию, просмотр HTML-почты, и международный набор символов. Он может обрабатывать IMAP, IMAP IDLE, DIMAP, POP3 и локальные почтовые ящики для входящей почты. Программа может отправлять почту через протоколы SMTP или sendmail. KMail может пересылать HTML-почту в виде вложения, но не может перенаправлять почту.

#### Спам и фильтрация
KMail использует два специальных фильтра для обеспечения модульного доступа к программам фильтрации спама:
- Отправьте это электронное письмо в программу. Чтобы указать любую программу, и когда этот фильтр KMail активирован, программа будет запущена и снабжена содержимым электронного письма в качестве стандартного ввода.
- Проведите это электронное письмо через программу, не только отправив электронное письмо в указанную программу, но и заменив электронное письмо на выход этой программы. Это позволяет использовать такие системы, как SpamAssassin, которые могут добавлять свои собственные заголовки к элементу электронной почты.

Эти модульные фильтры могут быть объединены с текстовыми фильтрами для обнаружения, например, электронной почты, которая была помечена SpamAssassin, ища специальные заголовки, которые программа добавила.
KMail позволяет вручную фильтровать спам непосредственно на почтовом сервере, что очень интересно для пользователей коммутируемого доступа. Электронные письма, которые превышают определённый пороговый размер (стандарт составляет 50 КБ, но может быть установлен на любое значение), автоматически не копируются на локальный компьютер. С параметрами «получить, решить позже, удалить» KMail перечисляет их, но не загружает всё сообщение, что позволяет удалять спам и негабаритные сообщения без потери времени.

#### Криптографическая поддержка
KMail поддерживает стандарт OpenPGP и может автоматически шифровать, расшифровывать, подписывать и проверять подписи сообщений электронной почты и их вложений через встроенный или OpenPGP/метод подписи MIME/шифрование. Для этой функции KMail зависит от программного обеспечения GnuPG. В качестве наглядного пособия KMail будет окрашивать проверенные почтовые сообщения зелёными для доверенных подписей; жёлтый для ненадёжных подписей; красный для недопустимых подписей; и синий для зашифрованных сообщений.
KMail также поддерживает S/MIME-сообщения, а также Chiasmus, проприетарную криптографическую систему, созданную Федеральным ведомством по информационной безопасности (BSI).

### Адресная книга
KAddressBook — приложение для адресной книги.

#### Описание
KAddressBook — это графический интерфейс для организации адресов и контактной информации семьи, друзей, деловых партнёров и так далее. Он интегрируется с KDE Plasma, что позволяет взаимодействовать с другими программами KDE, включая почтовый клиент KMail, что позволяет получить доступ одним кликом к составлению электронной почты, и мгновенному мессенджеру Kopete — отображению онлайн-статуса и удобному доступу к контактам для обмена мгновенными сообщениями. Он может быть синхронизирован с другим программным обеспечением или устройством с использованием Kitchensync и OpenSync.
Контакт может быть классифицирован в настраиваемые категории, такие как Family, Business или Customer. Многие поля могут иметь несколько записей, например, если контакт имеет несколько адресов электронной почты. Поля контакта разделяются на четыре вкладки и одну вкладку для настраиваемых полей.

#### Возможности
- Экспорт и импорт карточек в формат vCard и обратно.
- Программа использует DBUS для взаимодействия с другими приложениями.
- Программа взаимодействует с KMail и Kopete, а также с Kontact.
- Можно настроить поля и категории.
- Может автоматически форматировать имена.
- Возможность фильтрации, поиск адресов.
- Возможность запросить базу данных LDAP, содержащую информацию о человеке.

### Органайзер
KOrganizer является персональным организатором. Он имеет возможность управлять календарями, журналами и списком.

### RSS-агрегатор
Akregator — RSS-агрегатор. Akregator поддерживает как RSS, так и Atom. Каналы можно сортировать по категориям. Akregator объединит все каналы в определённой категории в один список новых записей, чтобы, например, все новости в категории «Политика» можно было отобразить в одном списке. Программа имеет инкрементную функцию поиска для заголовков всех записей в своей базе данных.
Akregator может быть настроен на получение каналов через регулярные интервалы. Пользователь также может вручную запросить выборку всех фидов, отдельных или выбранных категорий. Программа поддерживает иконки и внедряет KHTML в качестве внутреннего веб-браузера со вкладками. Также, можно вызвать любой внешний браузер.
Akregator является частью KDE с момента выпуска версии 3.4 и распространяется вместе с модулем kdepim.

### Новости
KNode — клиентская программа новостей для среды рабочего стола KDE.
Программа поддерживает несколько серверов NNTP, потоки сообщений, скоринг, заголовки X-Face (чтение и публикация) и международные наборы символов.

### Персональная вики
KJots — текстовый редактор, который можно использовать для создания личной вики. Программа использует базовую древовидную структуру для организации информации: она относится к узлам как к «книгам» и оставляет их как «страницы». KJots включает в себя книжный вид, который показывает оглавление и режим просмотра для всех записей.
Подобными вики-стильными программами являются Zim (на основе GTK+ и Python), Wixi (на основе Python и GTK+), KeepNote (на основе Python и GTK+), Notecase (на базе GTK+), BasKet (на основе Qt), Gnudiary (также основанный на Qt), Tomboy (GTK+, на основе Mono), Gnote (порт Tomboy на C++) и Tiddlywiki (самомодифицирующийся, один HTML-код содержит личную вики, написанную на JavaScript и расширяемую с помощью плагинов). Кроме того, Treeline, усовершенствованный outliner, написанный на Python и личная база данных, доступная для Linux и Microsoft Windows, имеет схожие функции.

### Другие компоненты
- KNotes — заметки;
- KWeather — погода.

### Хранение back-end
Наряду с жизненным циклом программного обеспечения, KDE Software Compilation 4 Kontact перешёл в Akonadi для хранения своих данных, когда в прошлом каждый компонент Kontact реализовал технологии хранения. В настоящее время Akonadi в основном разрабатывается командой KDE PIM, но её дизайн выполняется агностически и, следовательно, не зависит от технологий KDE.
Первый выпуск Kontact SC 4 официально был встроен с KDE 4.1. Этот выпуск не использовал Akonadi. С тех пор компоненты Kontact постепенно мигрировали в сторону Akonadi. Первая стабильная версия KDE PIM с использованием Akonadi была выпущена вместе с KDE 4.6.4 в июне 2011 года.